# فيديكس إكسبرس الرحلة 647
فيديكس إكسبرس الرحلة رقم 647 كانت رحلة بين مطار أوكلاند الدولي، أوكلاند، كاليفورنيا ومطار ممفيس الدولي، ممفيس، تينيسي تحطمت أثناء هبوطها في يوم 18 ديسمبر 2003 .
الطائرة أثناء هبوطها في حوالي الساعة 12:26 بالتوقيت المحلي على المدرج رقم 36أر إنهارت عجلتها اليمنى مما تسبب في خروجها عن المدرج واشتعال النيران فيها.